# Phyllachora peregrina
Phyllachora peregrina är en svampart som beskrevs av Syd. 1925. Phyllachora peregrina ingår i släktet Phyllachora och familjen Phyllachoraceae.   Inga underarter finns listade i Catalogue of Life.